# さよなら、アリス / TOMORROW 〜しあわせの法則〜
「さよなら、アリス / TOMORROW 〜しあわせの法則〜」（さよなら、アリス / トゥモロー しあわせのほうそく）は、2015年2月18日にソニー・ミュージックアソシエイテッドレコーズから発売されたFlowerの9枚目のシングル。

## 概要
前作「秋風のアンサー」から約3か月ぶりのシングルで、2015年第1弾シングル。初回生産限定盤、通常盤、期間生産限定盤の3形態でのリリース。
武藤千春脱退後、7人体制での最初のシングルで、Flower史上初の両A面シングルである。
2014年12月16日に、映画『ANNIE/アニー』の日本語吹替版で初の映画主題歌（「トゥモロー」 (Tomorrow) の日本語版）を担当することが決まり、それを収録したシングルである。
2015年1月に、世界各国の歌手、声優が参加した「『Tomorrow』アラウンド・ザ・ワールド・クリップ」に日本代表として鷲尾伶菜が出演した。ここでは、アンカーを務めた。
「さよなら、アリス」は、日本テレビ系『スッキリ!!』2015年2月度テーマソングに採用される。
「さよなら、アリス」のミュージックビデオは蜷川実花が監督を務め撮影した。また、この曲はFlowerの楽曲では初めての、男性目線での曲である。
「TOMORROW 〜しあわせの法則〜」のMusic VideoにはEXPG東京校、横浜校のKIDS生徒総勢40名が出演している。
Googleが発表したYouTube Rewind 2015の「2015年トップトレンド音楽動画（日本）」で「さよなら、アリス」のMusic Videoが31位を記録した。

## 収録曲

### 通常盤
1. さよなら、アリス
作詞：小竹正人、作曲：Soulife
  - 日本テレビ系『スッキリ!!』2015年2月度テーマソング
2. TOMORROW 〜しあわせの法則〜
作詞：マーティン・チャーニン（英語版）、訳詞:片桐和子、作曲：チャールズ・ストラウス
  - 『ANNIE/アニー』日本語吹替版主題歌
3. あの日のさよなら　DJ Deckstream feat.鷲尾伶菜
4. さよなら、アリス（inst）
5. TOMORROW 〜しあわせの法則〜（inst）

### 初回生産限定盤
CD
1. さよなら、アリス
2. TOMORROW 〜しあわせの法則〜

DVD
1. さよなら、アリス（Music Video）
2. TOMORROW 〜しあわせの法則〜（Music Video）

### 期間生産限定盤
1. さよなら、アリス